# 中波
中波（ちゅうは、MF（Medium Frequency）またはMW（Mediumwave, Medium Wave））とは、300kHz - 3MHzの周波数の電波をいう。波長は100m - 1km、ヘクトメートル波とも呼ばれる。

## 概要
伝播の特徴として、電離層D層のあらわれる昼間は、D層に吸収されるという性質がある。このため、昼間は地表波のみ有効で比較的近距離（ただし、超短波などに比べれば伝播距離は長い）しか届かないが、夜間は、D層が消滅しE層で反射するため電離層反射波により遠距離まで到達する。そのため、夜間は昼間より遠方に届くのが利点となるが、混信が問題という欠点ともなる。
中波放送・路側帯ラジオ・船舶無線・航空無線航行・アマチュア無線などに利用される。

## 中波放送
国際電気通信連合（ITU）は、無線通信規則（RR）に放送用として526.5 - 1606.5kHzを分配している。第1地域（アフリカ・ヨーロッパ）、第3地域（アジア・オセアニア<アメリカ合衆国構成州のハワイは除く>）の中波放送は531 - 1602kHz、搬送波間隔9kHz。第2地域（アメリカ大陸=北アメリカ・南アメリカとハワイ州）は530 - 1600kHz、搬送波間隔10kHzである。また、地域により差異はあるが2300 - 2498kHzの中から放送用にも分配できるものとしている。熱帯地方の低周波数には空電による雑音が多いためで、搬送波間隔5kHzで国内放送に用いられる。
日本などのアジア・オセアニア・アフリカ・ヨーロッパの各国は1978年11月23日国際協定時0時01分（日本時間同日9時01分）までは10kHz間隔だったが、1974年に行われた国際電気通信連合（ITU）の第1・3地域主管会議において、9kHz間隔にするよう定められた。

## アマチュア無線
アマチュア業務にITUの無線規則（RR）により他の業務と共用するものを含めて分配された周波数を下表に示す。各国でアマチュア無線にこの表の周波数がすべて割り当てられているという意味ではない。
| バンド | 第1地域        | 第2地域      | 第3地域      |
| ------ | -------------- | ------------ | ------------ |
| 600m   | 472 - 479kHz   | 472 - 479kHz | 472 - 479kHz |
| 160m   | 1.81 - 1.85MHz | 1.8 - 2MHz   | 1.8 - 2MHz   |

どちらも電信とデータ通信（ただし占有帯域幅200Hz以下）専用の周波数である。日本での割当てはアマチュア無線の周波数帯を参照。

## 中波を使用する施設
- 無指向性無線標識（ - 1750kHz）
- DGPS局（ - 321kHz）
- 路側放送（1620kHz、1629kHz）
- 海上交通情報（海上交通センターを参照）（1651kHz、1665kHz、2019kHz）
- 船舶気象通報（1670.5kHz）（2016年9月30日正午を以って廃止）